# Savigny-lès-Beaune
Savigny-lès-Beaune ist eine französische Gemeinde mit 1300 Einwohnern (Stand 1. Januar 2022) und einer Fläche von 36 km². Sie liegt im nördlichen Teil der Côte de Beaune, etwa dreieinhalb Kilometer von Beaune entfernt westlich von der RN 74 auf einer Höhe zwischen 229 und 577 m über dem Meer und gehört zum Département Côte-d’Or. Wegen seiner Weine ist Savigny-lès-Beaune sehr bekannt.

## Geschichte
Aus der römischen Siedlung Saviniacum wurde im Jahr 936 der Ort Savigny, die sich später den heutigen Namen zulegte. Unter der Regentschaft (La Régence) von Philippe von Orléans wurde der Herzogin von Maine ein Aufenthalt im Schloss zugewiesen.

## Bevölkerung
| Jahr                       | 1962 | 1968 | 1975 | 1982 | 1990 | 1999 | 2006 | 2011 | 2016 |
| Einwohner                  | 1220 | 1285 | 1410 | 1404 | 1392 | 1422 | 1376 | 1372 | 1314 |
| Quellen: Cassini und INSEE |      |      |      |      |      |      |      |      |      |

## Weinbau in Savigny-lès-Beaune

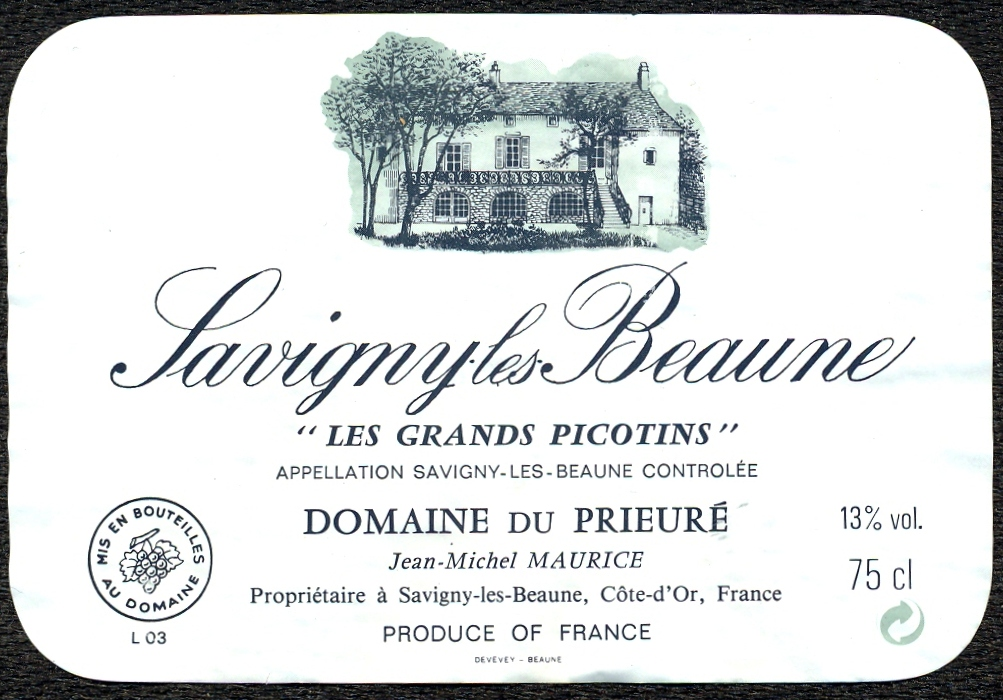
Les Grands Picotins, Domaine du Prieuré

Die Gemeinde mit der gleichnamigen Appellation d’Origine Contrôlée verfügt insgesamt über 350 ha Anbaufläche. Allein auf 212 ha werden Rotweine mit über 20 Premiers Crus erzeugt. Davon sind die nennenswertesten wohl Aux Guettes, Aux Vergelesses, La Dominode, Les Lavières, Les Marconnets, Les Narbantons, Les Peuillets und Les Rouvrettes, die überwiegend aus Pinot noir, angereichert mit Pinot Liébault und Pinot Gris, erzeugt werden und unter der Appellation Savigny-lès-Beaune Premier Cru verkauft werden.
Aus marktpolitischen Gründen können die Weine auch unter der Appellation Savigny-Côte de Beaune in den Handel kommen. Weißweine werden hier ebenfalls erzeugt, sie entstehen aus der Chardonnay-Traube mit Zusätzen von Pinot blanc.

## Sehenswürdigkeiten

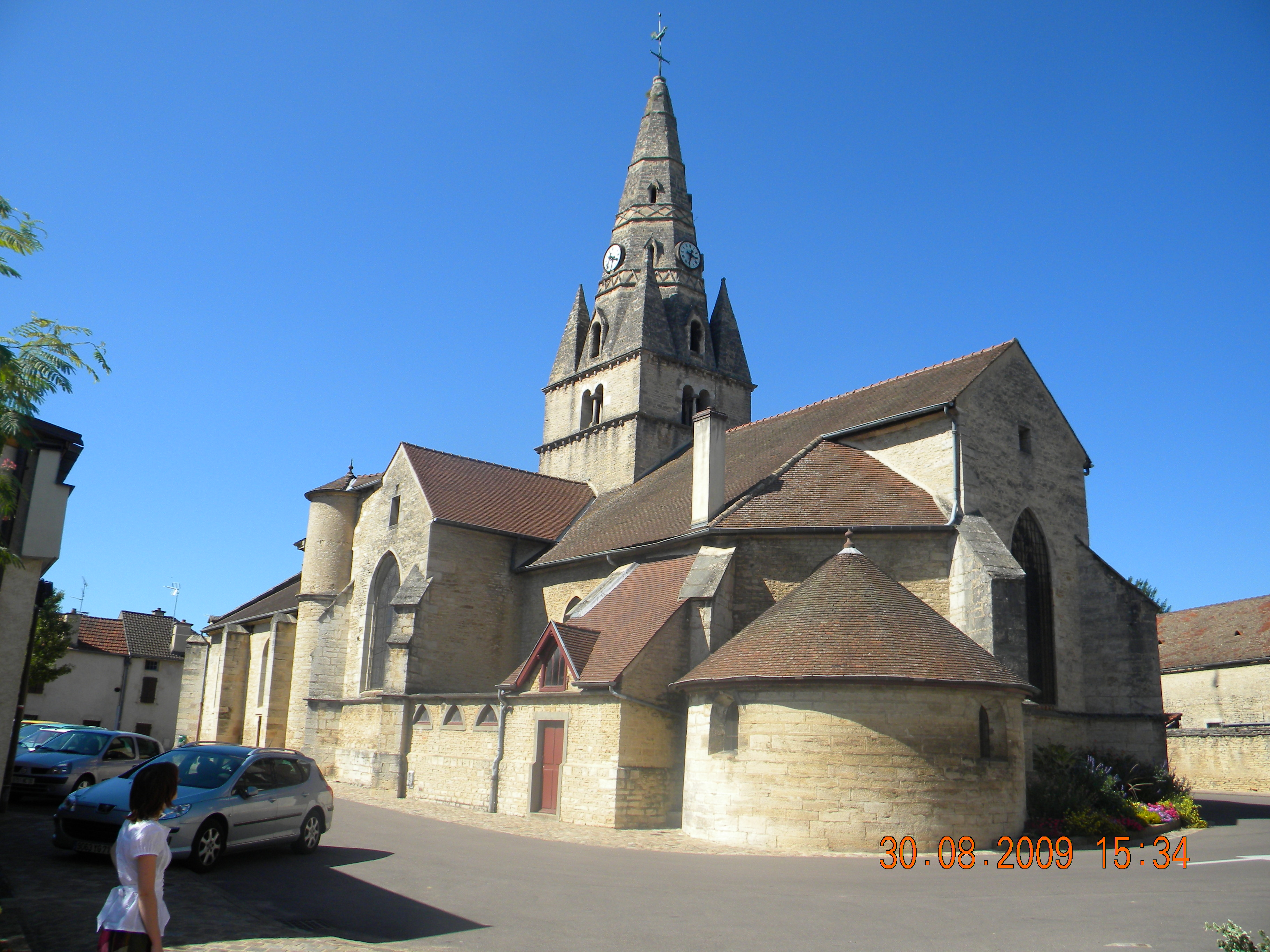
Kirche Saint-Cassien

- Das Schloss Savigny-lès-Beaune[1] mit zwei Flügeln und vier Rundtürmen stammt aus dem 14. Jahrhundert. Es wurde nach Zerstörung im 17. Jahrhundert wieder aufgebaut und ist ein Monument historique seit dem 18. Dezember 1940.[2] Heute enthält es mehrere Museen, die der Automarke Abarth, dem Motorrad und der Fliegerei gewidmet sind. Auf dem Gelände befinden sich eine alte Mühle und ein Backhaus für Brot sowie ein Waschhaus aus dem 19. Jahrhundert.
- Die Kirche Saint-Cassien aus dem 12. und 16. Jahrhundert ist ebenfalls als Monument historique eingetragen (Chor und Querschiff seit 10. November 1925 und Turm aus dem 12. Jahrhundert seit 28. November 1930).[3]
- Kleines Schloss aus dem 18. Jahrhundert mit einer stuckverzierten Kapelle und zahlreichen Wandmalereien
- Galloromanische Statuen im Park des Kleinen Schlosses
- Reste der alten Römerstraße von Langres nach Autun

## Persönlichkeiten
- Jules Guyot (1807–1872), französischer Arzt und Physiker starb auf Schloss Savigny-lès-Beaune.
- Joseph de Pesquidoux, mit vollem Namen: Pierre Édouard Marie Joseph Dubosc Comte de Pesquidoux (1869-1946), Schriftsteller und Mitglied der Académie française wurde in Savigny-lès-Beaune geboren.
- Germán Becerra (1928–2021), deutsch-französischer Maler und Bildhauer lebte in Savigny-lès-Beaune.